# Велики Шемљуг
Велики Шемљуг (рум. Șemlacu Mare, мађ. Nagysemlak) насеље је у Румунији у жупанији Тимиш у граду Гатаја. Oпштина се налази на надморској висини од 104 m.

## Историја
Место се развило у близини средњовековне угарске тврђаве, која је носила назив Мезешомљо или Мезошомљо (мађ. Mezősomlyó) што је значило: Шомљо у пољу (пољски Шомљо), односно Шемљуг у пољу (пољски Шемљуг), а такав је назив био одраз специфичног положаја тврђаве на заравњеном шемљушком брду (рум. Sumigu, мађ. Sümeg) које лежи северозападно од данашњег Великог Шемљуга, према Гатаји. Иако се не налази на месту поменуте тврђаве, већ у њеној близини, данашње село Велики Шемљуг добило је такав назив управо по некадашњој утврди, док је оближње место Моравица, крај кога се налазио манастир Шемљуг, добило назив Мали Шемљуг.
Тврђава Мезешомљо се помиње почевши од 12. века. Током наредних векова имала је статус града у крљевском поседу, на подручју Карашке жупаније. Тврђава је под османску власт потпала 1552. године, након чега је запустела и пропала. Југоисточно од тврђаве формирало се насеље које је носило назив Шемљуг, а када је оближња Моравица прозвана Малим Шемљугом, дотадашњи шемљуг је ради разликовања прозван Великим Шемљугом. Колонизацијом Словака, Немаца и Румуна током 18. века, село Велики Шемљуг добило је мешовит етнички карактер. Село је 1774. године припадало Жамском округу у Вршачком дистрикту Тамишког Баната. Становништво је било претежно влашко.
Српски племић Јован Остојић је 1782. године у близини купио посед недавно укинутог манастира Шемљуга. Поседник оба места (Великог и Малог Шемљуга) био је 1809. године српски племић Петар Остојић. Он и његови сродници купују често српске књиге и часописе у друштву са другим спахијама у Тамишком Банату 1834. Спахије шемлачке Јован, Ђорђе и Петар Остојић тако помажу 1832. и 1833. године српски летопис. Павел Остојић "от Великог и Малог Шемлока" је почетком 1844. године приложио 200 ф. (у сребру) у књижевни фонд друштва Матице српске.

## Становништво
Према подацима из 2002. године у насељу је живело 398 становника.

### Попис2002.
| Расподела становништва по националности 2002.‍ | Расподела становништва по националности 2002.‍ | Расподела становништва по националности 2002.‍ | Расподела становништва по националности 2002.‍ | Расподела становништва по националности 2002.‍ |
| --------------------------------------------- | --------------------------------------------- | --------------------------------------------- | --------------------------------------------- | --------------------------------------------- |
|                                               |                                               |                                               |                                               |                                               |
| Румуни                                        | Румуни                                        |                                               | 356                                           | 90,1%                                         |
| Мађари                                        | Мађари                                        |                                               | 16                                            | 4,1%                                          |
| Роми                                          | Роми                                          |                                               | 7                                             | 1,8%                                          |
| Немци                                         | Немци                                         |                                               | 7                                             | 1,8%                                          |
| Словаци                                       | Словаци                                       |                                               | 9                                             | 2,3%                                          |